# Marmosa simonsi
Marmosa simonsi és una espècie d'opòssum de la família dels didèlfids. Viu al litoral pacífic de l'Equador i el Perú. Té el pelatge de color gris, tret de l'última part de la cua, que és blanquinosa. Anteriorment se la considerava una subespècie de la marmosa de Robinson (M. robinsoni). Aquest tàxon fou anomenat en honor del col·leccionista estatunidenc Perry Oveitt Simons.